# Supplica alla Madonna di Pompei

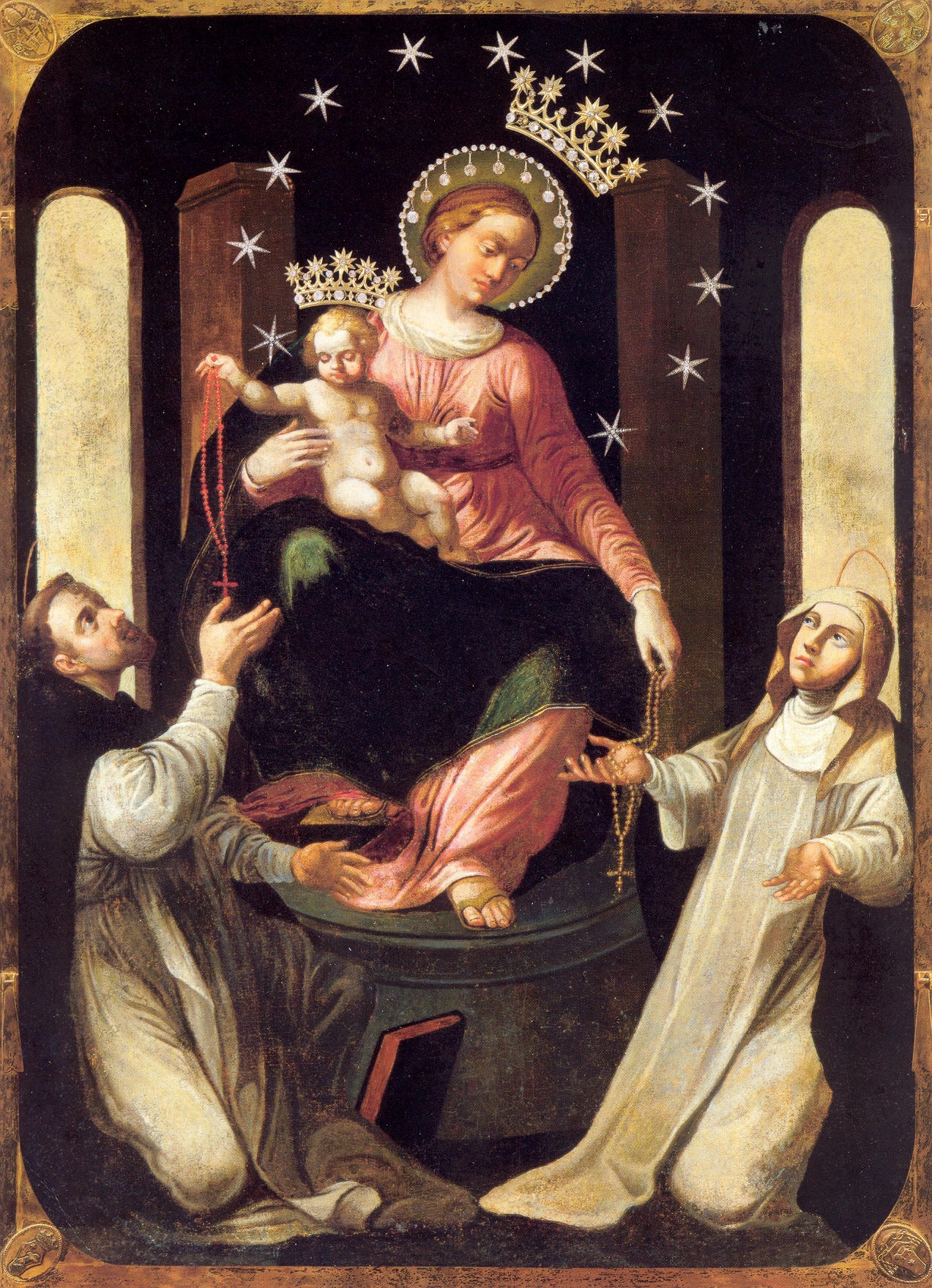
Il quadro della Madonna del Rosario di Pompei

La supplica alla Madonna di Pompei è una pratica devozionale cattolica, che viene recitata l'8 maggio (giorno in cui ebbe inizio nel 1876 la costruzione della basilica) e la prima domenica di ottobre alle ore 12, davanti all'immagine della Madonna di Pompei.

## Storia
La tela originale, attribuita alla scuola di Luca Giordano, è un'opera del Seicento e la sua immagine, molto popolare nell'Italia meridionale e tra gli emigranti italiani, è diffusa in tutto il mondo.
Il quadro rappresenta la Madonna del Rosario che offre un rosario a santa Caterina da Siena, mentre Gesù ne offre un altro a san Domenico di Guzmán, fondatore dell'ordine domenicano e particolarmente legato al culto del rosario.
Parrocchie e santuari dedicati alla Madonna di Pompei, e quindi luoghi dove è comune la pratica della supplica, sono tra l'altro:
- negli Stati Uniti (New York, Chicago, Providence, Lancaster)
- in Canada (Vancouver, Montréal),
- in Argentina, Brasile, Venezuela, Uruguay

Il culto fu introdotto da Bartolo Longo, acquistando in breve tempo fama internazionale per i prodigi attribuitigli. Dopo la sua morte si aprì la causa di beatificazione, culminata nel 1980 con la sua proclamazione a beato, mentre è tuttora in corso la causa di canonizzazione.
La Basilica Pontificia, ricca di ex voto, è una delle mete italiane più frequentate dai fedeli in cerca di grazie.
L'importanza della pratica devozionale ha indotto la Santa Sede a creare la Prelatura territoriale di Pompei, una delle sole due prelature esistenti in Italia (l'altra è Loreto).
Il testo della supplica ha subito diversi ritocchi negli anni seguenti il Concilio Vaticano II, durante i quali si è rivisto il testo eliminandone gli accenti tipici della spiritualità del beato Bartolo Longo. È tuttavia possibile trovarla stampata nell'edizione originale.

## Lasupplicanei mezzi di comunicazione
La supplica viene anche trasmessa dai mezzi radiotelevisivi.
Negli anni '50 la Radio Vaticana, in collegamento con le radio nazionali di molti paesi (tra cui la RAI), mandava in onda il duplice appuntamento annuale.
Attualmente, a riprendere l'avvenimento sono a livello nazionale TV2000, emittente satellitare della Conferenza Episcopale Italiana, e a livello locale l'emittente campana Canale 21.